# Оганес Бачков
Оганес Бачков (вірм. Հովհաննես Բաչկով; 2 грудня 1992, Гюмрі) — вірменський професійний боксер, призер Олімпійських ігор 2020, призер чемпіонатів світу та чемпіон Європи серед аматорів.

## Боксерська кар'єра
Оганес Бачков займався боксом з семи років. Був чемпіоном Вірменії різних вікових груп у декількох категоріях.
2016 року Оганес Бачков пройшов кваліфікацію до Олімпійських ігор 2016 в категорії до 64 кг, а на самій Олімпіаді переміг у першому бою Луїса Аркона (Венесуела) — 2-1 і програв у другому бою Ху Цяньсюнь (Китай) — 1-2.
На чемпіонаті Європи 2017 переміг чотирьох суперників, у тому числі Люка Маккормак (Англія) — 5-0 у фіналі, і став чемпіоном.
На чемпіонаті світу 2017 здобув дві перемоги, а у півфіналі програв Енді Круз Гомес (Куба) — 0-5.
На Європейських іграх 2019 здобув чотири перемоги, у тому числі над Соф'яном Уміа (Франція) — 3-2 у фіналі.
На чемпіонаті світу 2019 здобув три перемоги, а у півфіналі програв Кейшону Девісу (США) — 1-4.
На Олімпійських іграх 2020 завоював бронзову медаль.
- В 1/16 фіналу переміг Алстон Раян (Антигуа і Барбуду) — 5-0
- В 1/8 фіналу переміг Джавіда Челебієва (Азербайджан) — 4-1
- У чвертьфіналі переміг Ельнура Абдураїмова (Узбекистан) — 5-0
- У півфіналі програв Кейшону Девісу (США) — 0-5

Після цього поїхав на чемпіонат світу в Белград, де завоював свою третю бронзову медаль чемпіонатів світу.
- В 1/16 фіналу переміг Маліка Гасанова (Азербайджан) — 3-1
- В 1/8 фіналу переміг Джанлуїджі Малангу (Італія) — 3-2
- У чвертьфіналі переміг Сомчая Вонгсувана (Таїланд) — 3-2
- У півфіналі програв Енді Круз Гомесу (Куба) — 0-5

На чемпіонаті Європи 2022 став чемпіоном.
- В 1/8 фіналу переміг Джозефа Таєрса (Англія) — 5-0
- У чвертьфіналі переміг Петра Новака (Чехія) — 5-0
- У півфіналі переміг Річарда Ковача (Угорщина) — 5-0
- У фіналі переміг Лунеса Амрауї (Франція) — 5-0

На чемпіонаті світу 2023 знов завоював бронзу.
- В 1/16 фіналу переміг Алексєя Сендріка (Сербія) — 5-2
- В 1/8 фіналу переміг Білге Каган Канлі (Туреччина) — 5-0
- У чвертьфіналі переміг Хосе Віафара (Колумбія) — 5-0
- У півфіналі програв Руслану Абдуллаєву (Узбекистан) — 0-5

## Професіональна кар'єра
Дебютувавши на професійному рингу 2020 року, здобув п'ять перемог поспіль.